# Mammillaria melanocentra
Мамілярія чорноколючкова (Mammillaria melanocentra) — сукулентна рослина з роду мамілярія (Mammillaria) родини кактусових (Cactaceae).

## Історія

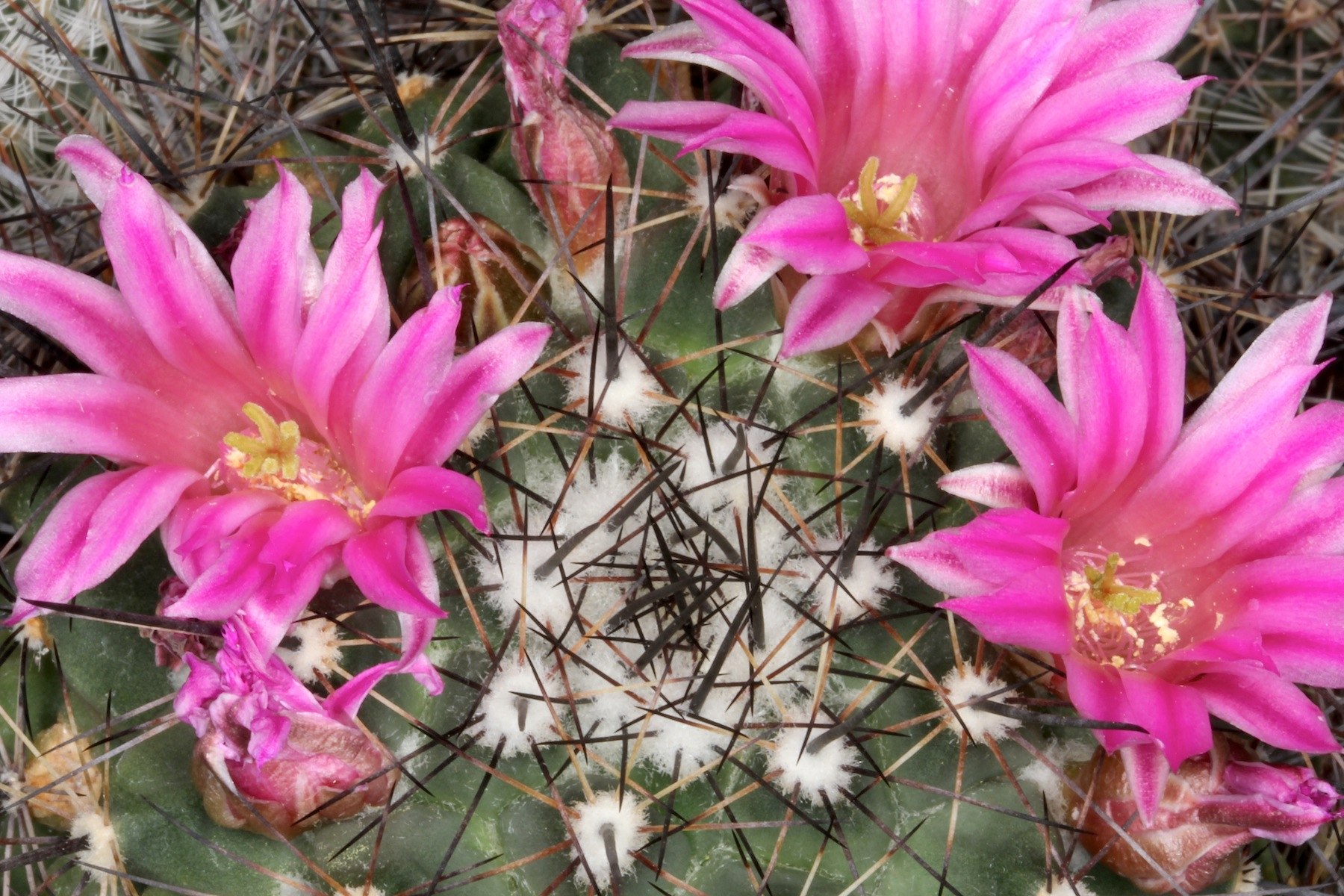

Вид вперше описаний німецьким ботаніком Генріхом Позельгером у 1855 році у виданні (нім. «Allgemeine Gartenzeitung»).

## Етимологія
Видова назва походить від лат. Melas, melano — «чорний» та грец. kentron — «центральний» і дана через чорні центральні колючки цього виду.

## Ареал і екологія
Mammillaria melanocentra є ендемічною рослиною Мексики. Ареал охоплює штати Коауїла, Дуранго, Нуево-Леон і Тамауліпас. Рослини зростають на висоті від 350 до 1 800 метрів над рівнем моря.

## Опис
Рослини — поодинокі.
| Орган              | Опис |
| Коріння            | |
| Стебло             | приплюснуто-кулясте, до 16 см заввишки, в діаметрі 10-12 см.                                                     |
| Епідерміс          | сірувато-блакитно-зелений.                                                                                       |
| Маміли             | тверді, великі, пірамідальні, чотиригранні, кілеподібні, з молочним соком.                                       |
| Ареоли             | |
| Аксили             | спочатку з пухом, пізніше голі.                                                                                  |
| Центральні колючки | одна, міцна, шилоподібна, чорна, зазвичай спрямована вгору, до 25 мм завдовжки і більше.                         |
| Радіальні колючки  | 4-13, міцні, нерівні, білі до чорних в молодості, пізніше світло-сірі, завдовжки 6-22 мм, самі нижні — найдовші. |
| Квіти              | білуваті, яскраво-темно-рожеві до яскраво-кармінових, до 20 мм завдовжки і в діаметрі.                           |
| Бутони             | |
| Зовнішні пелюстки  | |
| Внутрішні пелюстки | |
| Тичинки            | |
| Маточка            | |
| Плоди              | булавоподібні, від рожевих до червоних, до 30 мм завдовжки.                                                      |
| Насіння            | коричневе. |

## Підвиди
Визнано три підвиди Mammillaria melanocentra.

### Mammillaria melanocentra subsp. melanocentra
Ареал зростання — Коауїла, Дуранго, Нуево-Леон.
| Орган             | Опис                                 |
| Радіальні колючки | 7-9, від чорного до сірого відтінку. |
| Квіти             | яскраві, темно-рожеві.               |

### Mammillaria melanocentra subsp. linaresensis
Ареал зростання — поблизу Лінареса, Нуево-Леон.
| Орган             | Опис                  |
| Радіальні колючки | 4-6, білого відтінку. |
| Квіти             | білуваті.             |

### Mammillaria melanocentra subsp. rubrograndis
Ареал зростання — Нуево-Леон і Тамауліпас.
| Орган             | Опис                                   |
| Радіальні колючки | 11-13, жовтувато-коричневого відтінку. |
| Квіти             | яскраві, кармінові.                    |

## Чисельність, охоронний статус та заходи по збереженню

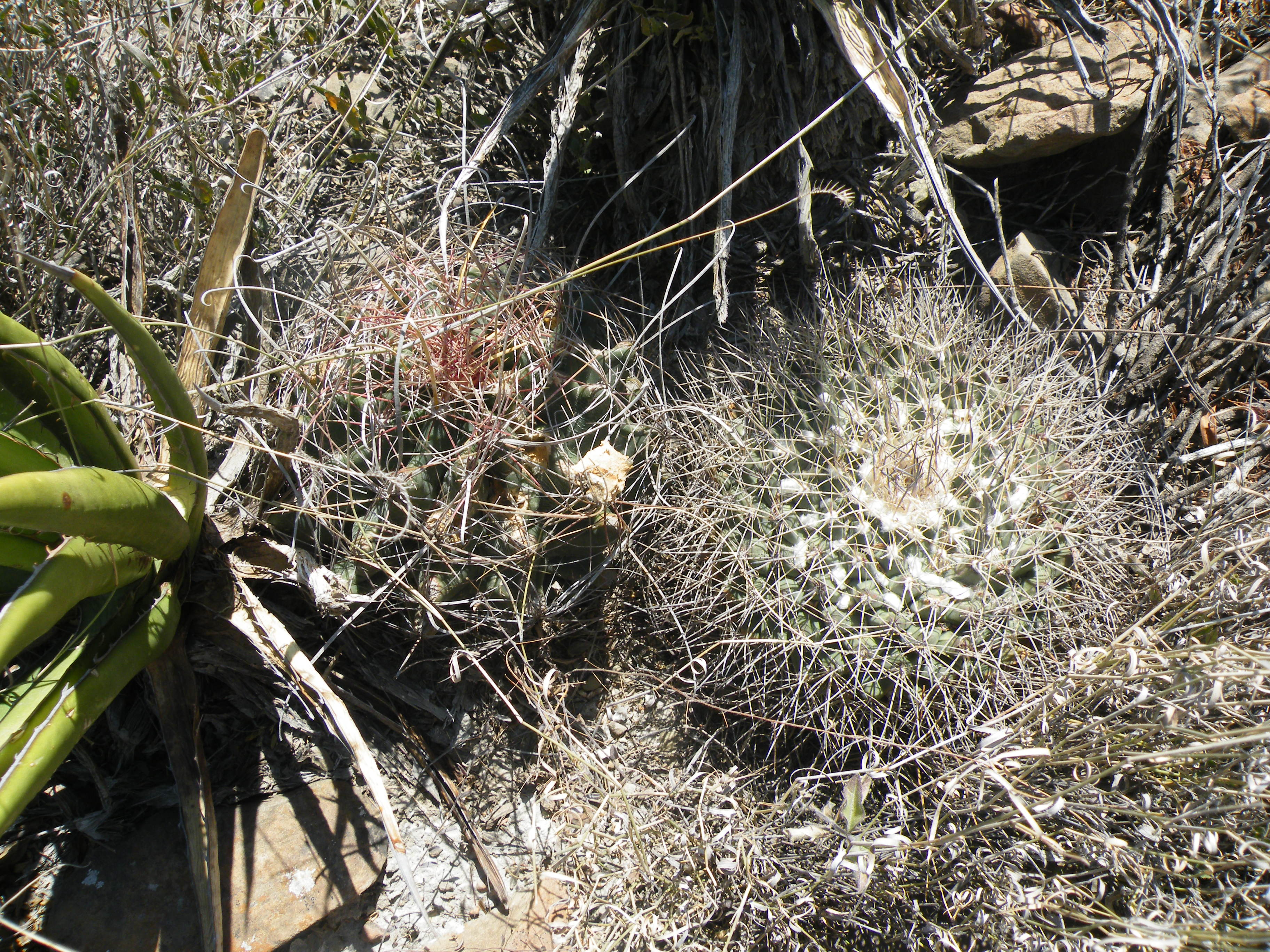
Mammillaria melanocentra у природному середовищі у штаті Нуево-Леон

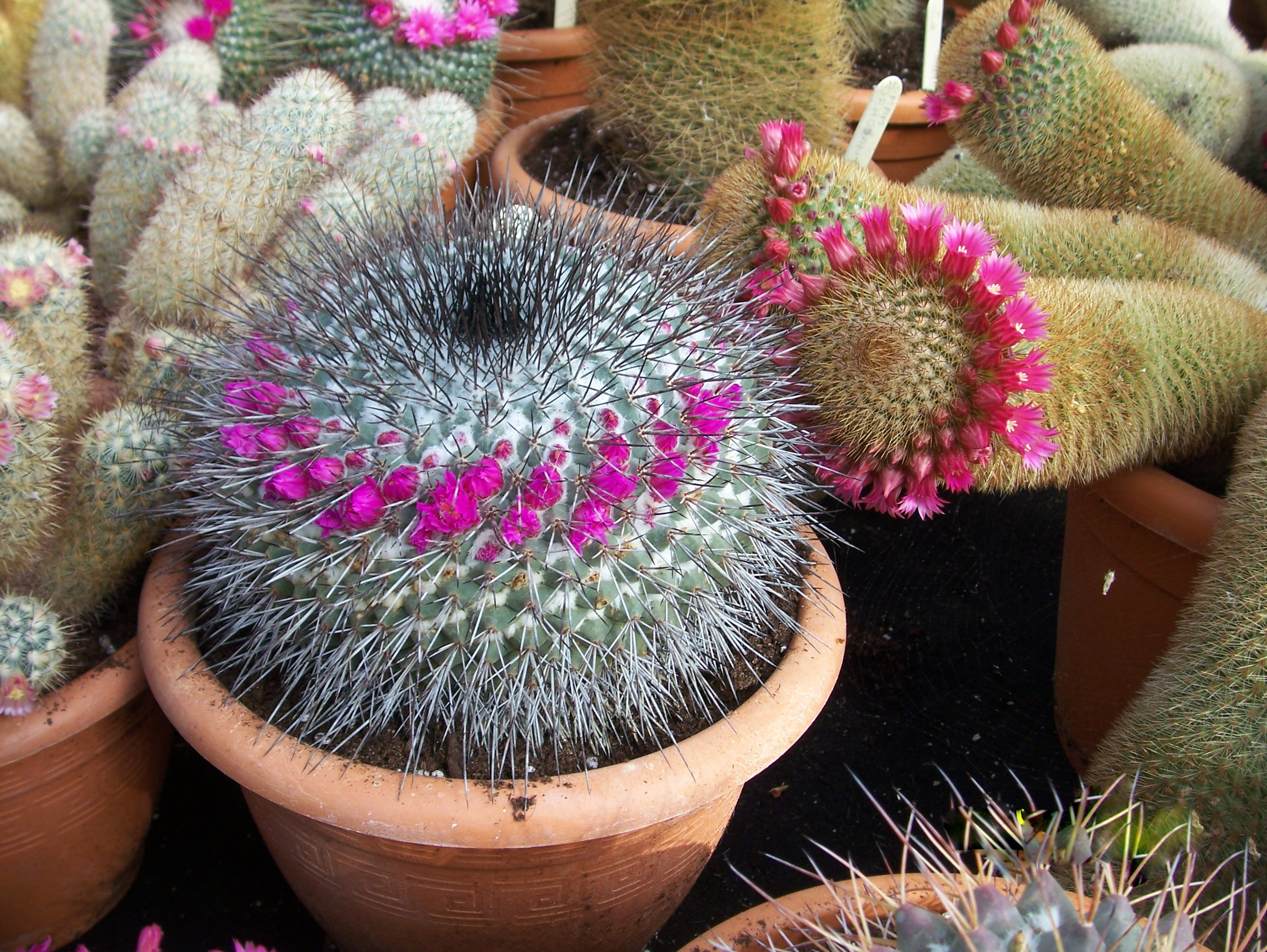
Mammillaria melanocentra в культурі

Mammillaria melanocentra входить до Червоного списку Міжнародного союзу охорони природи видів, з найменшим ризиком (LC).
Нічого не відомо про розмір ареалу чи тенденції зміни чисельності рослин, але враховуючи широкий діапазон, чисельність може бути звичайною.
Про наявність в природоохоронних територіях наразі нічого не відомо.
Охороняється Конвенцією про міжнародну торгівлю видами дикої фауни і флори, що перебувають під загрозою зникнення (CITES).

## Використання
Цей вид збирається в дикій природі і вирощується як декоративний.

## Утримання в культурі
У культурі зростає великим одиночним стеблом до 20 см і більше. Вирощувати кактус неважко, треба лише регулярно його пересаджувати. Якщо ж стримувати рослину, рідко пересаджувати її, то незабаром вона зблякне. Це — ознака нестачі простору. Цвісти починає після досягнення близько 8 см в діаметрі.